# ロータス・340R
340Rは、2000年にロータス・カーズが限定で製造したスポーツカーである。

## 概要
1998年のバーミンガムモーターショーでコンセプトカーとして最初に紹介された340Rは、ロータスエリーゼの特別モデルである。限定340台全てが製造前に完売した。また、340Rはルーフやドアのない特注のボディシェルを使用している。カラーは340台全てシルバーとブラックの配色が採用されていた。タイヤは ヨコハマタイヤとロータス・カーズが共同開発した専用A038Rタイヤを装着。

## エンジン

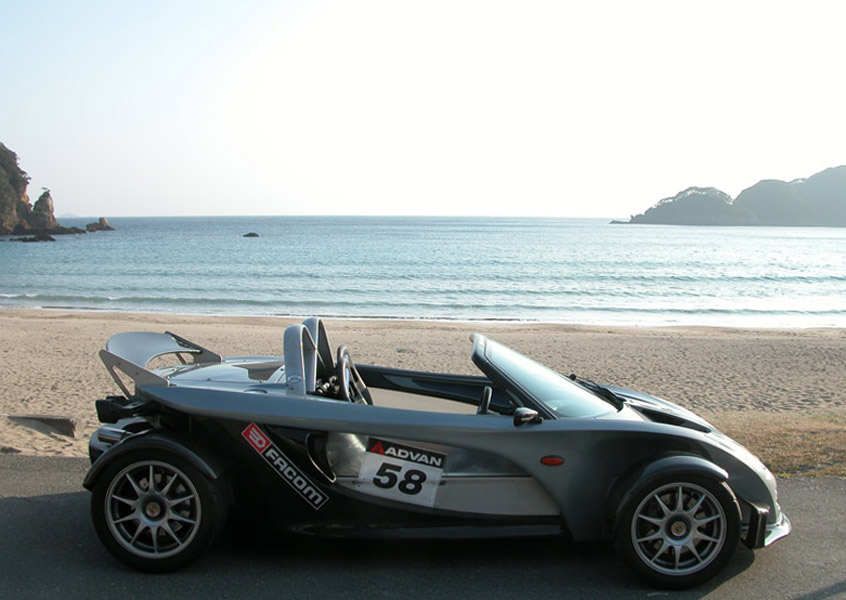
340Rの側面図

エンジンは、エリーゼで使用されているVHPD（Very High Power Derivative）と呼ばれる1.8LローバーKシリーズエンジンの4気筒バージョンで、 177bhp/7800rpm及び172Nm/6750 rpm。オプションのロータスアクセサリを使用することで187bhp/7500rpm及び189Nm/5600rpmを発生する。ノーマルの状態での0-100km/hは4.4秒、最高速度は214km/hとなっている 。

## 仕様
- 0- 160キロメートル毎時 (99 mph)： 10.7秒
- パワーウェイトレシオ： 252.5bhp /トン(もしくは3.96kg/ bhp)
- 新車価格：850万円